# Dora Carrington
Dora de Houghton Carrington (29 de março de 1893 - 11 de março de 1932), conhecida geralmente como Carrington, foi uma pintora e artista decorativa inglesa, lembrada em parte por sua associação com membros do Bloomsbury Group, especialmente o escritor Lytton Strachey. Desde sua época como estudante de arte, ela era conhecida simplesmente pelo sobrenome, pois considerava Dora "vulgar e sentimental". Ela não era muito conhecida como pintora durante sua vida, pois raramente expunha e não assinava seu trabalho. Ela trabalhou por um tempo nas Omega Workshops e na Hogarth Press, projetando xilogravuras.